# BAR 006
B.A.R 006 byl šestým vozem formule 1 týmu Lucky Strike Bar Honda, který se účastnil mistrovství světa v roce 2004.
- Model: B.A.R 006
- Rok výroby: 2004
- Země původu: Velká Británie
- Konstruktér: Geoffrey Willis, Gary Savage, Mariano Alperin
- Debut v F1: Grand Prix Austrálie 2004

## Popis
Páté místo v poháru konstruktéru v roce 2003 s typem 005, hnalo konstruktéry do vývoje nového vozu s cílem umístit se mez prvními třemi. Největší vývoj prodělala převodovka, celá z karbonových kompozitů s lehčími převodovými poměry. Motor i celé šasi je nepatrně kratší. Šasi je tužší a má nižší těžiště. Aerodynamické prvky byly optimalizovány na základě výsledku z předešlého roku a tvrdé práce v aerodynamickém tunelu. Změnou je také přechod k pneumatikám Michelin což si vyžádalo velké množství testu, kde se najelo přes 10 000 km a spotřebovalo se na 1000 pneumatik. B.A.R 006 byl příjemným překvapením sezóny a spolu s vozy Renault byl nejvážnějším soupeřem Ferrari. B.A.R skončil v poháru konstruktéru na 2 místě a v šampionátu jezdců díky výkonům Jensona Buttona na 3 místě.

## Technická data
- Motor: Honda RA004 E 90o V 10
  - Vidlicový
  - 10 válců – 4 ventily na válec
  - Objem: 3000 cc
  - Výkon: 671 kW
  - Otáčky: ?/18 500 min

- Palivo: Elf / Nisseki
- Pneumatiky: Michelin

## Piloti
- Jenson Button - 3. místo 2004 (85 bodů)
- Takuma Sató - 8. místo 2004 (35 bodů)

## Statistika
- 18 Grand Prix
- 0 vítězství – nejlépe 2. místo Button (Grand Prix San Marina 2004, Grand Prix Monaka 2004, Grand Prix Německa 2004, Grand Prix Číny 2004)
- 1 pole positions Grand Prix San Marina 2004
- 0 nejrychlejších kol
- 119 bodů
- 11 x podium
- 4 x 1. řada
- Počet kol v čele závodu : 54 kol
- Počet km v čele závodu: 288 km
- Počet kol absolvovaných : 1 892 kol
- Počet km absolvovaných: 9 324 km

## Výsledky v sezoně 2004
| Legenda k tabulce | Legenda k tabulce                                                                       |
| Barva             | Výsledek                                                                                |
| ----------------- | --------------------------------------------------------------------------------------- |
| Zlatá             | Vítěz                                                                                   |
| Stříbrná          | 2. místo                                                                                |
| Bronzová          | 3. místo                                                                                |
| Zelená            | Bodované umístění                                                                       |
| Modrá             | Nebodované umístění                                                                     |
| Modrá             | Dokončil neklasifikován (NC)                                                            |
| Fialová           | Odstoupil (Ret)                                                                         |
| Červená           | Nekvalifikoval se (DNQ)                                                                 |
| Červená           | Nepředkvalifikoval se (DNPQ)                                                            |
| Černá             | Diskvalifikován (DSQ)                                                                   |
| Bílá              | Nestartoval (DNS)                                                                       |
| Bílá              | Závod zrušen (C)                                                                        |
| Světle modrá      | Pouze trénoval (PO)                                                                     |
| Světle modrá      | Páteční testovací jezdec (TD)                                                           |
| Bez barvy         | Netrénoval (DNP)                                                                        |
| Bez barvy         | Vyřazen (EX)                                                                            |
| Bez barvy         | Nepřijel (DNA)                                                                          |
| Bez barvy         | Odvolal účast (WD)                                                                      |
| Bez barvy         | Nezúčastnil se (prázdné)                                                                |
| Označení          | Význam                                                                                  |
| Tučnost           | Pole position                                                                           |
| Kurzíva           | Nejrychlejší kolo                                                                       |
| †                 | Jezdec nedojel do cíle, ale byl klasifikován, protože odjel více než 90 % délky závodu. |
| ‡                 | Byl udělován poloviční počet bodů, protože bylo odjeto méně než 75 % délky závodu.      |
| Horní index       | Umístění bodujících jezdců ve sprintu                                                   |

| Rok  | Šasi | Motor             | Pneu     | Jezdci        | 1   | 2   | 3   | 4   | 5   | 6   | 7   | 8   | 9   | 10  | 11  | 12  | 13  | 14  | 15  | 16  | 17  | 18  | Pořadí | Body |
| ---- | ---- | ----------------- | -------- | ------------- | --- | --- | --- | --- | --- | --- | --- | --- | --- | --- | --- | --- | --- | --- | --- | --- | --- | --- | ------ | ---- |
| 2004 | BAR  | Honda RA004 3 V10 | Michelin |               | AUS | MAL | BHR | SMR | ESP | MON | EUR | CAN | USA | FRA | GBR | GER | HUN | BEL | ITA | CHN | JPN | BRA | 119    | 2.   |
| 2004 | BAR  | Honda RA004 3 V10 | Michelin | Jenson Button | 6   | 3   | 3   | 2   | 8   | 2   | 3   | 3   | Ret | 5   | 4   | 2   | 5   | Ret | 3   | 2   | 3   | Ret | 119    | 2.   |
| 2004 | BAR  | Honda RA004 3 V10 | Michelin | Takuma Sato   | 9   | 15  | 5   | 16  | 5   | Ret | Ret | Ret | 3   | Ret | 11  | 8   | 6   | Ret | 4   | 6   | 4   | 6   | 119    | 2.   |